# Tatiana Búa
Tatiana Búa (ur. 19 stycznia 1990 w Buenos Aires) – argentyńska tenisistka.
Búa zdobyła w swojej karierze cztery tytuły singlowe i dwadzieścia cztery deblowe w rozgrywkach ITF. 17 sierpnia 2009 osiągnęła najwyższe w karierze – 372. miejsce w rankingu singlowym WTA Tour. W rankingu deblowym najwyżej klasyfikowana była 7 lipca 2014 – na 119. miejscu.
W sezonie 2014 osiągnęła finał zawodów w Strasburgu. Razem z Danielą Segual uległy Ashleigh Barty i Casey Dellacqua wynikiem 6:4, 5:7, 4–10.

## Finały turniejów WTA
| Legenda                     | Legenda |
| --------------------------- | ------- |
| Wielki Szlem                |         |
| Igrzyska olimpijskie        |         |
| WTA Tour Championships      |         |
| 2009 – 2020                 |         |
| WTA Premier Mandatory       |         |
| WTA Premier 5               |         |
| WTA Premier                 |         |
| WTA International Series    |         |
| WTA 125K series (2012–2020) |         |

### Gra podwójna
| Końcowy wynik | Nr | Data         | Turniej   | Nawierzchnia | Partnerka      | Przeciwniczki                  | Wynik finału   |
| ------------- | -- | ------------ | --------- | ------------ | -------------- | ------------------------------ | -------------- |
| Finalistka    | 1. | 24 maja 2014 | Strasburg | Ceglana      | Daniela Seguel | Ashleigh Barty Casey Dellacqua | 6:4, 5:7, 4–10 |

## Wygrane turnieje rangi ITF
| turnieje z pulą nagród 100 000 $ |
| turnieje z pulą nagród 75 000 $  |
| turnieje z pulą nagród 50 000 $  |
| turnieje z pulą nagród 25 000 $  |
| turnieje z pulą nagród 15 000 $  |
| turnieje z pulą nagród 10 000 $  |

### Gra pojedyncza
|    | Data       | Turniej  | Kat. | ($)    | Naw.   | Finalistka       | Wynik         |
| 1. | 15/11/2008 | Santiago | ITF  | 10 000 | ziemna | Carla Beltrami   | 6:4, 6:2      |
| 2. | 14/11/2009 | Itajaí   | ITF  | 10 000 | ziemna | Ana-Clara Duarte | 6:1, 7:5      |
| 3. | 09/04/2011 | Cordoba  | ITF  | 10 000 | ziemna | Tina Schiechtl   | 4:6, 6:3, 6:2 |
| 4. | 23/09/2012 | Madryt   | ITF  | 10 000 | ziemna | Amanda Carreras  | 6:3, 7:5      |